# Engenharia de usabilidade
Engenharia de usabilidade é uma parte da ergonomia específica para a ciência da computação e trata da questão de como projetar software que seja fácil de usar. É intimamente relacionada ao campo de interação humano-computador e design industrial.
Entre os autores que lideram este campo de estudo estão Donald Norman e Jakob Nielsen.
O assunto é considerado de tal importância que algumas universidades incluem a engenharia de usabilidade no currículo de ciência da computação.
Várias disciplinas gerais, incluindo psicologia, fatores humanos e ciência cognitiva estão inclusas na engenharia de usabilidade, mas os fundamentos teóricos do campo vêm de domínios mais específicos: percepção e ação humana; cognição humana; metodologias de pesquisa de comportamento; e, em menor escala, as técnicas de análise quantitativos e estatísticos.
Quando a engenharia de usabilidade começou a emergir como uma área distinta da prática profissional no final dos anos 1980, muitos engenheiros de usabilidade tinham um fundo em ciência da computação ou em um sub-campo da Psicologia, tais como percepção, cognição ou Fatores Humanos. Hoje, essas áreas acadêmicas ainda servem como trampolins para o praticante profissional de engenharia de usabilidade, mas os departamentos de ciência cognitiva e programas acadêmicos em interação humano-computador agora também produzem a sua quota de profissionais da área.
O termo engenharia de usabilidade (em contraste com o design de interação e design de experiência do usuário) implica mais de um foco em avaliar e fazer recomendações para melhorar a usabilidade do que ele faz no projeto.